# Mömax
Mömax ist eine Möbelhauskette, die zur XXXLutz-Gruppe gehört und ihren Ursprung in Österreich hat. Das Unternehmen betreibt mehr als 99 Standorte in verschiedenen europäischen Ländern und bietet Möbel und Wohnaccessoires an.

## Geschichte
Die Geschichte von Mömax begann im Oktober 2002 mit der Eröffnung des ersten Einrichtungsmarktes in Dornbirn, Vorarlberg, Österreich.
Innerhalb kurzer Zeit expandierte das Unternehmen nach Deutschland und in andere europäische Länder wie Slowenien, Ungarn, Rumänien, Kroatien, Polen, Bulgarien und die Schweiz.
Im Jahr 2023 betrieb Mömax mehr als 99 Standorte in Europa und beschäftigte über 3.000 Mitarbeiter.